# Stadionul Iuliu Bodola
Stadionul Iuliu Bodola – stadion piłkarski w Oradei, w Rumunii. Został otwarty w 1924 roku. Może pomieścić 11 155 widzów. Swoje spotkania rozgrywają na nim piłkarze klubu CA Oradea.

## Historia
Stadion został otwarty w 1924 roku. Od początku na stadionie swoje spotkania rozgrywali piłkarze klubu CA Oradea, którzy przed jego otwarciem korzystali ze stadionu Tineretului. 20 września 1931 roku na obiekcie rozegrano spotkanie piłkarskiej reprezentacji Rumunii z amatorską reprezentacją Czechosłowacji (4:1) w ramach rozgrywek o Puchar Europy Środkowej.
W trakcie II wojny światowej Oradea znalazła się w granicach Węgier, a klub CA Oradea powrócił do swej dawnej, węgierskiej nazwy (Nagyváradi AC) i występował w węgierskich rozgrywkach ligowych. W sezonie 1943/1944 zespół zdobył Mistrzostwo Węgier, dokonując tego jako pierwszy klub spoza Budapesztu.
Po wojnie Oradea powróciła w granice Rumunii. W sezonie 1948/1949 zespół z Oradei zdobył Mistrzostwo Rumunii. W 1963 drużyna ta została rozwiązana, a głównym użytkownikiem stadionu stał się inny klub piłkarski, Bihor Oradea. Rozpoczęto też modernizację areny, którą wyposażono w maszty oświetleniowe. W latach 80. XX wieku obiekt przebudowano na typowo piłkarski (wcześniej posiadał bieżnię lekkoatletyczną), zlikwidowano też maszty oświetleniowe, które ustąpiły miejsca trybunom narożnym. 11 kwietnia 1984 roku na stadionie rozegrano mecz towarzyski reprezentacji Rumunii i Izraela (0:0).
Pojemność stadionu sięgała w przeszłości 25 000 widzów, po wyłączeniu z użytkowania jednej z trybun z powodów bezpieczeństwa, została ona zmniejszona do 18 000 widzów, a po wymianie drewnianych ławek na plastikowe krzesełka na początku XXI wieku uległa dalszej redukcji do 11 155 widzów. Od 27 listopada 2008 roku stadion nosi imię Iuliu Bodoli. W 2016 roku Bihor Oradea z powodu problemów finansowych został rozwiązany. W 2017 roku reaktywowano klub CA Oradea, który ponownie jest gospodarzem obiektu. Zespół ten jako boisko do treningów i rozgrywania niektórych sparingów używa również stadionu Motorul.
Na 2021 rok planuje się początek budowy od podstaw nowego stadionu piłkarskiego w Oradei, w innej lokalizacji. Obiekt miałby być gotowy w roku 2024. Stary stadion ma natomiast zostać zlikwidowany, a w jego miejscu ma powstać park.